# Dravosburg
Dravosburg è un comune (borough) degli Stati Uniti d'America, nella contea di Allegheny nello Stato della Pennsylvania. Secondo il censimento del 2010 la popolazione è di 1.792 abitanti.

## Società

### Evoluzione demografica
La composizione etnica vede una prevalenza della razza bianca (94,4%) seguita da quella afroamericana (3,0%), dati del 2010.
| borough di Dravosburg Popolazione |       |
| 2000                              | 2.015 |
| 2010                              | 1.792 |